# Єлова (Польща)
Єлова (пол. Jełowa, нім. Ilnau, before 1939: Jellowa) — село в Польщі, у гміні Лубняни Опольського повіту Опольського воєводства.
Населення — 1950 осіб (2011).

## Демографія
Демографічна структура станом на 31 березня 2011 року:
|          | Загалом | Допрацездатний вік | Працездатний вік | Постпрацездатний вік |
| -------- | ------- | ------------------ | ---------------- | -------------------- |
| Чоловіки | 968     | 169                | 688              | 111                  |
| Жінки    | 982     | 153                | 623              | 206                  |
| Разом    | 1950    | 322                | 1311             | 317                  |